# بارسياو (أنغلزي)
بارسياو (بالإنجليزية: Parciau, Llaneugrad)‏ هي منطقة سكنية تقع في ويلز في أنغلزي. وهي على بعد 215 ميل من لندن.